# День Военно-воздушных сил

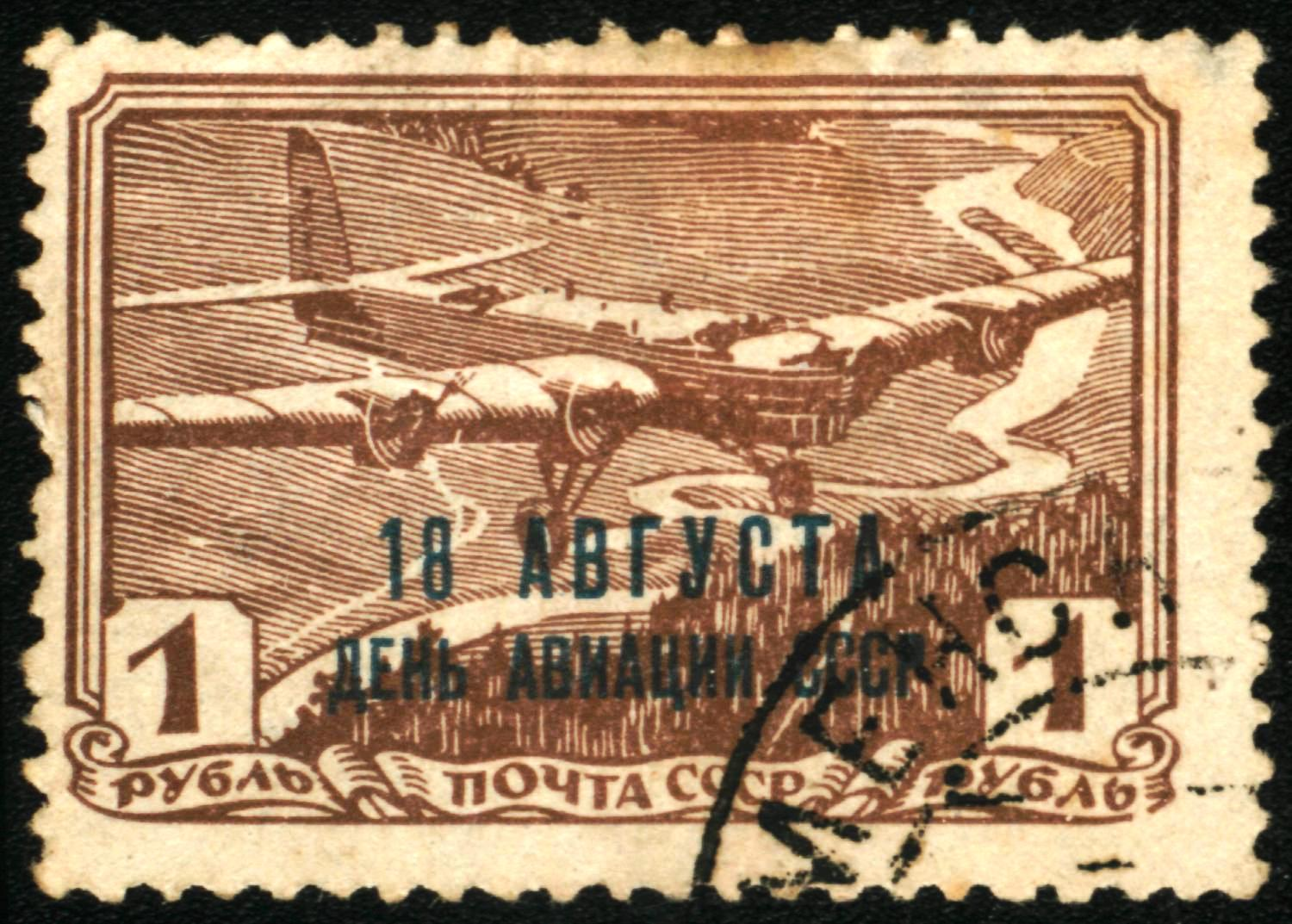
Почтовая марка СССР, 1939 год
(«18 августа — День авиации СССР»)

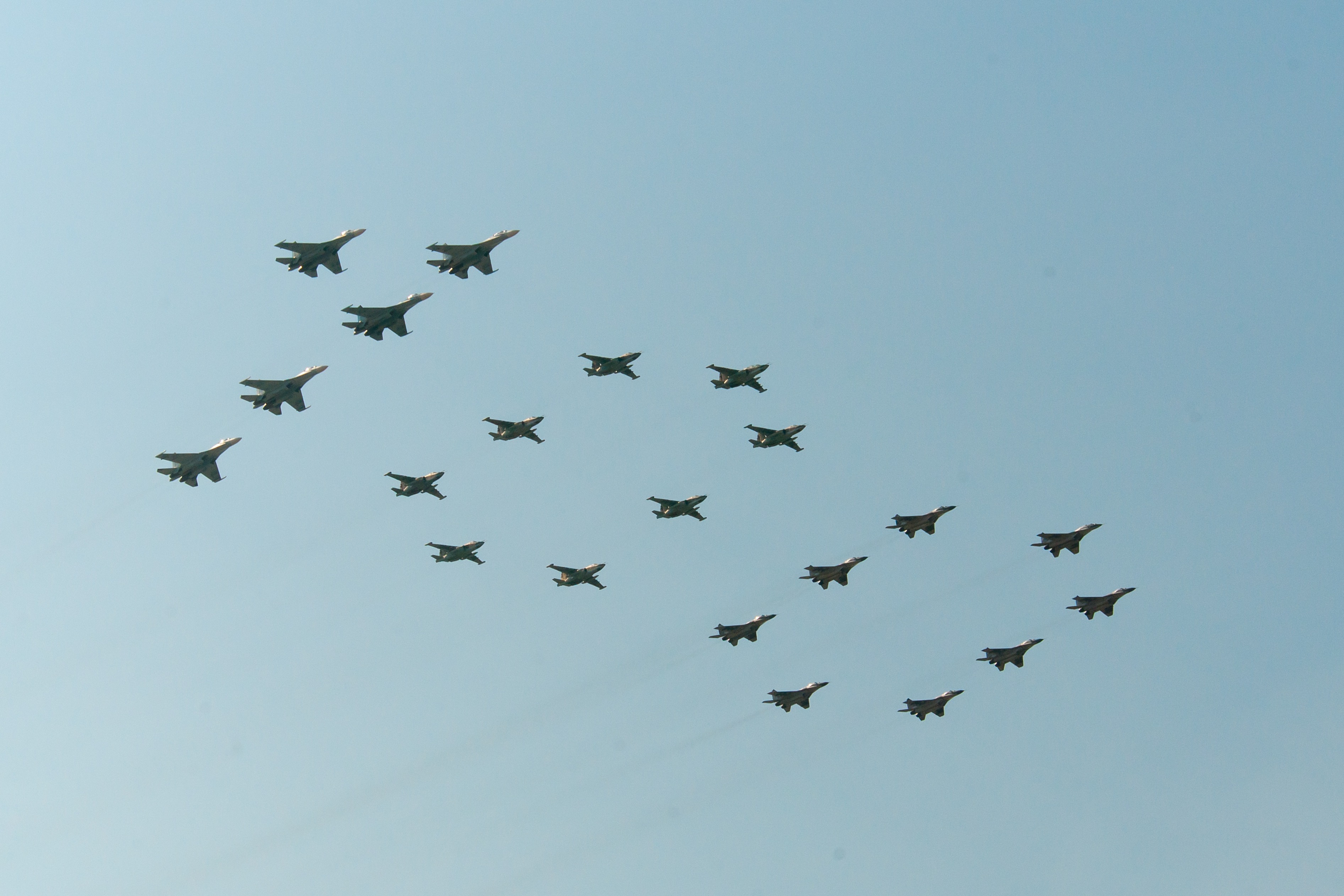
Экипажи МиГ-29, Су-27 и Су-25 моделируют цифру 100 в день столетия ВВС России. 12 августа 2012 года

День Вое́нно-возду́шных сил (День ВВС) — памятный день в честь Военно-воздушных сил (ВВС) в Вооружённых силах Российской Федерации. Отмечается ежегодно 12 августа. Установлен указом Президента Российской Федерации В. В. Путина от 31 мая 2006 года № 549 «Об установлении профессиональных праздников и памятных дней в Вооружённых силах Российской Федерации». Учреждён наряду с другими «в целях возрождения и развития отечественных воинских традиций, повышения престижа военной службы и в знак признания заслуг военных специалистов в решении задач обеспечения обороны и безопасности государства».
До 2006 года праздник отмечался ежегодно в третье воскресенье августа в День Воздушного Флота России (в соответствии с указом Президента Российской Федерации Б. Н. Ельцина от 29 августа 1997 года № 949 «Об установлении Дня Военно-воздушных сил»).
После создания 1 августа 2015 года Воздушно-космических сил Российской Федерации, в состав которых вошли Военно-воздушные силы России, ежегодно в этот же день, 12 августа, отмечается и «День Воздушно-космических сил Российской Федерации».
В СССР День Воздушного флота отмечался ежегодно 18 августа либо в третье воскресенье августа.

## История
30 июля (12 августа) 1912 года по Военному ведомству Российской империи был издан приказ, согласно которому вводился штат Воздухоплавательной части Главного управления Генерального штаба (её возглавил генерал-майор М. И. Шишкевич). Именно поэтому 12 августа принято считать началом создания военной авиации России.
День Военно-воздушных сил России установлен благодаря Главнокомандующему ВВС П. С. Дейнекину, по инициативе которого военные авиаторы обратились к президенту Российской Федерации Борису Ельцину с просьбой об учреждении праздника ВВС. Соответствующий указ был подписан президентом 29 августа 1997 года. Историческое обоснование даты празднования Дня Военно-воздушных сил опубликовали в журнале «Авиация и космонавтика» (№ 6, 1996 год). В статье шла речь о приказе № 397, подписанном временно управляющим Военным министерством Российской империи инженер-генералом А. П. Вернандером 30 июля (12 августа) 1912 года, по которому, согласно повелению императора Николая II от 22 ноября 1911 года, все вопросы воздухоплавания в армии сосредотачивались в Главном управлении Генерального штаба (ГУГШ) и утверждался штат Воздухоплавательной части ГУГШ.

## Традиции празднования
В Ивановской области ежегодно 12 августа на военном аэродроме «Северный» отмечается военно-патриотический праздник «Открытое небо», посвящённый Дню ВВС России. Этот праздник зародился в 2000-х годах, позже был отменён из-за финансовых проблем региона. В 2014 году по инициативе командующего ВДВ России генерал-полковника Владимира Шаманова Правительство Ивановской области приняло решение о возрождении этого мероприятия. По традиции в дни празднования выступает пилотажная группа «Русь». В 2020 и 2021 годах праздничные мероприятия были отменены из-за пандемии COVID-19. В 2022 году военно-патриотический праздник «Открытое небо» по решению Правительства Ивановской области исключили из плана выставочно-ярмарочных мероприятий на этот год.